# 602 Marianna
602 Marianna este un asteroid din centura principală, descoperit pe 16 februarie 1906, de Joel Metcalf.